# Petar Alberti
Petar Alberti est un homme politique dalmate qui a servi en tant que maire de Split de 1809 à 1810 alors que Split faisait partie des Provinces Illyriennes.

## Source de la traduction
- (en) Cet article est partiellement ou en totalité issu de l’article de Wikipédia en anglais intitulé « Petar Alberti » (voir la liste des auteurs).